# Liste der Pfarren im Dekanat Admont
Das Dekanat Admont war ein Dekanat der römisch-katholischen Diözese Graz-Seckau. Es ist im Zuge der diözesanen Strukturreform am 1. September 2020 in die Region Ennstal und Ausseerland übergegangen.
Es umfasste 19 Pfarren und 2 Lokalien.

## Pfarren mit Kirchengebäuden
| Pfarre                      | Pfarrverband                                       | Patrozinium               | Kirchengebäude | Bild                        |
| --------------------------- | -------------------------------------------------- | ------------------------- | --- | --------------------------- |
| Admont                      |                                                    | Hl. Blasius               | Stiftskirche Admont Kirche hll. Amand und Erhard, Abteikapelle BMV, Chorkapelle BMV, Schlosskapelle im Schloss Kaiserau, Schlosskapelle hl. Benedikt im Schloss Röthelstein              | Stiftskirche Admont         |
| Altenmarkt an der Enns      | Altenmarkt an der Enns – St. Gallen – Unterlaussa  | Hl. Nikolaus              | Pfarrkirche Altenmarkt an der Enns | Pfarrkirche Altenmarkt      |
| Frauenberg an der Enns      |                                                    | Mariä Opferung            | Wallfahrtskirche Frauenberg an der Enns Filialkirche hl. Johannes der Täufer in Ardning, Kapelle St. Benedikt im Pflegeheim                                                              | Wallfahrtskirche Frauenberg |
| Gaishorn am See             |                                                    | Hlgst. Dreifaltigkeit     | Pfarrkirche Gaishorn Filialkirche hl. Virgilius von Salzburg am Sonnberg, Kapelle hl. Leonhard in Treglwang, Kapelle hl. Joseph bei der Virgili-Kirche                                   | Pfarrkirche Gaishorn        |
| Gams bei Hieflau            | Landl – Gams bei Hieflau – Palfau                  | Hl. Josef                 | Pfarrkirche Gams bei Hieflau | Pfarrkirche Gams            |
| Hall bei Admont (Lokalie)   |                                                    | Hl. Kreuz                 | Pfarrkirche Hall bei Admont Kapelle Hlgst. Herz Jesu im Jagdschloss | Pfarrkirche Hall bei Admont |
| Hohentauern                 | Trieben – Hohentauern – St. Lorenzen im Paltentale | Hl. Bartholomäus          | Pfarrkirche Hohentauern | Pfarrkirche Hohentauern     |
| Johnsbach                   |                                                    | Hl. Ägidius               | Pfarrkirche Johnsbach Kirche hll. Clemens und Hubert in Gstatterboden | Pfarrkirche Johnsbach       |
| Landl                       | Landl – Gams bei Hieflau – Palfau                  | Hl. Bartholomäus          | Pfarrkirche Landl Filialkirche Großreifling hl. Nikolaus, Kirche hl. Kreuz am Kalvarienberg                                                                                              | Pfarrkirche Landl           |
| Lassing                     | Liezen – Lassing                                   | Hl. Jakobus der Ältere    | Pfarrkirche Lassing Kapelle im Altersheim in Döllach | Pfarrkirche Lassing         |
| Liezen                      | Liezen – Lassing                                   | Hl. Vitus                 | Pfarrkirche Liezen Kirche Christi Himmelfahrt in Weißenbach, Kapelle hl. Kreuz am Kalvarienberg                                                                                          | Pfarrkirche Liezen          |
| Oppenberg                   | Rottenmann – Oppenberg – Selzthal                  | Mariä Geburt              | Pfarrkirche Oppenberg | Pfarrkirche Oppenberg       |
| Palfau                      | Landl – Gams bei Hieflau – Palfau                  | Allerheiligen             | Pfarrkirche Palfau | Pfarrkirche Palfau          |
| Rottenmann                  | Rottenmann – Oppenberg – Selzthal                  | Hl. Nikolaus              | Stadtpfarrkirche Rottenmann Filialkirche Alt-Rottenmann, Bürgerspitalskirche Maria am Rain, Michaelskapelle, Kapelle im Landeskrankenhaus Rottenmann, Kapelle St. Viktor in der Strechen | Stadtpfarrkirche Rottenmann |
| Selzthal                    | Rottenmann – Oppenberg – Selzthal                  | Hlgst. Herz Jesu          | Pfarrkirche Selzthal | Pfarrkirche Selzthal        |
| Sankt Gallen (Steiermark)   | Altenmarkt an der Enns – St. Gallen – Unterlaussa  | Hl. Gallus                | Pfarrkirche St. Gallen (Steiermark) | Pfarrkirche St. Gallen      |
| Sankt Lorenzen im Paltental | Trieben – Hohentauern – St. Lorenzen im Paltentale | Hl. Laurentius            | Pfarrkirche St. Lorenzen im Paltental Kirche hl. Johannes in Dietmannsdorf, Kapelle in Schwarzenbach, Kapelle in Singsdorf, Kapelle in Bärndorf                                          | Pfarrkirche Sankt Lorenzen  |
| Trieben                     | Trieben – Hohentauern – St. Lorenzen im Paltentale | Hl. Andreas               | Pfarrkirche Trieben Alte Kirche Trieben hl. Andreas, Kapelle im Bezirksaltenheim | Pfarrkirche Trieben         |
| Unterlaussa                 | Altenmarkt an der Enns – St. Gallen – Unterlaussa  | Hl. Maria vom Berg Karmel | Pfarrkirche Unterlaussa | Pfarrkirche Unterlaussa     |
| Weng (Lokalie)              |                                                    | Hll. Kosmas und Damian    | Pfarrkirche Weng im Gesäuse | Pfarrkirche Weng            |
| Wildalpen                   |                                                    | Hl. Barbara               | Pfarrkirche Wildalpen Allerheiligenkapelle in Hinterwildalpen, Kapelle hl. Johannes Nepomuk in Thal                                                                                      | Pfarrkirche Wildalpen       |